# 日本芸術文化振興会
独立行政法人日本芸術文化振興会（にほんげいじゅつぶんかしんこうかい）は、文部科学省（文化庁）所管の独立行政法人。

## 沿革
- 1966年6月27日、国立劇場法公布。同年7月1日、同法に基づく特殊法人として国立劇場を設立、同年11月1日に大小ふたつの劇場を持つ本館が東京都千代田区に開場。
- 1979年3月22日、国立演芸資料館（国立演芸場）が国立劇場本館の西隣に開場。
- 1983年9月15日、国立能楽堂が東京都渋谷区に開場。
- 1984年3月20日、国立文楽劇場が大阪市中央区に開場。
- 1990年3月30日、国立劇場法の一部改正により芸術文化振興基金が設けられ、その運用益による芸術文化活動への助成なども事業に追加されたことに伴い、日本芸術文化振興会と改称。
- 1997年10月10日、新国立劇場が東京都渋谷区に開場。
- 2002年12月13日、独立行政法人日本芸術文化振興会法公布。翌2003年10月1日、独立行政法人へ移行。
- 2004年1月18日、国立劇場おきなわが沖縄県浦添市に開場。

## 事業
- 文化振興、各種芸術団体の芸術文化活動への助成金支出。
- 伝統芸能や現代舞台芸術の公開及び公演。
- 伝統芸能の伝承者や現代舞台芸術の実演家の養成及び研修。
- 伝統芸能や現代舞台芸術に関する調査研究並びに資料収集とその利用の供する。
- 運営する国立劇場などの各劇場施設を、法人の事業主旨に沿った目的の利用に供する。
- その他、各事業の付帯業務を行う。

## 助成金
1990年3月、政府出資の541億円と民間からの寄付金132億円からなる673億円を原資として、その運用益によって、芸術家及び芸術団体が行う芸術の創造・普及を図るための活動等を助成する「芸術文化振興基金」を創設した。

### 裁判
映画『宮本から君へ』は当初助成金の交付を内定していたが、出演者の一人であるピエール瀧による薬物使用事件での有罪確定を理由として、助成金の交付内定を取り消しとなった。その後、2019年9月27日付で、日本芸術文化振興会は、文化芸術活動への助成について「公益性の観点から不適当と認められる場合」に内定や交付決定を取り消すことができるように要綱を改正した。これは「芸術文化振興基金」の運用益による助成と「文化芸術振興費補助金」の助成のどちらにも適用される。
その後、上記配給会社など作品側が訴訟を行い、助成金交付取消の決定については、2021年6月21日の東京地方裁判所（一審）にて、取消を違法とする判決が言い渡された。2022年3月3日の東京高等裁判所での控訴審では「薬物乱用の防止という公益性の観点からされたものであり、芸術的観点からされたものではないから、文化的芸術的価値を軽視したということはできない」と判断し、一審の判決を破棄し、助成金取り消しは合法であると原告敗訴の判決を言い渡した。2023年11月17日の最高裁判所での上告審では「公益が害されることを理由に広く交付の拒否が行われると、表現行為に萎縮的な影響が及ぶ可能性がある」として、日本国憲法第21条1項で定めている表現の自由に抵触することを指摘。その上で公益上の理由で助成するかどうかの判断をすることができるのは「重要な公益が害される具体的な危険がある場合に限られる」の見解を示し、控訴審での判決を破棄し、助成金取り消しは違法であるとの原告逆転勝訴の判決が確定した。

## 施設
- 国立劇場　東京都千代田区隼町
- 国立演芸場　東京都千代田区隼町
- 伝統芸能情報館　東京都千代田区隼町
- 国立能楽堂　東京都渋谷区千駄ヶ谷
- 国立文楽劇場　大阪市中央区日本橋
- 新国立劇場　東京都渋谷区本町
- 国立劇場おきなわ　沖縄県浦添市勢理客

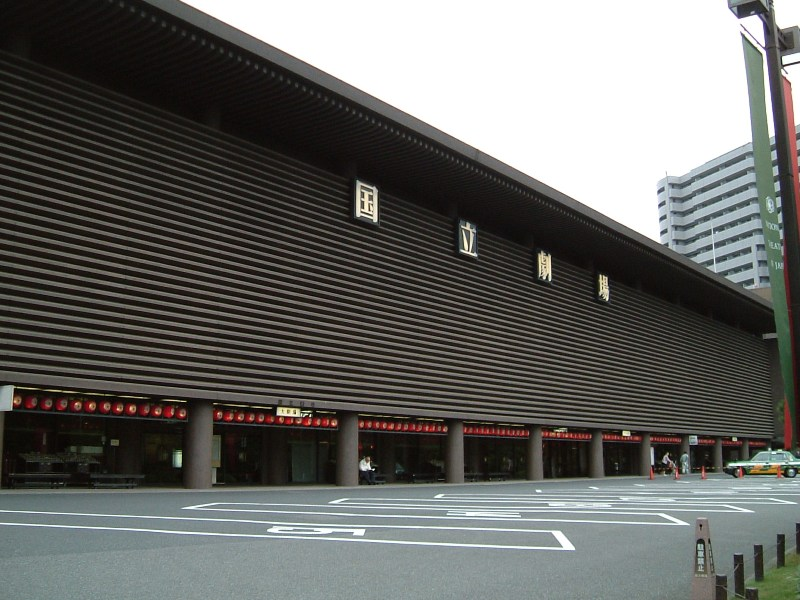
国立劇場
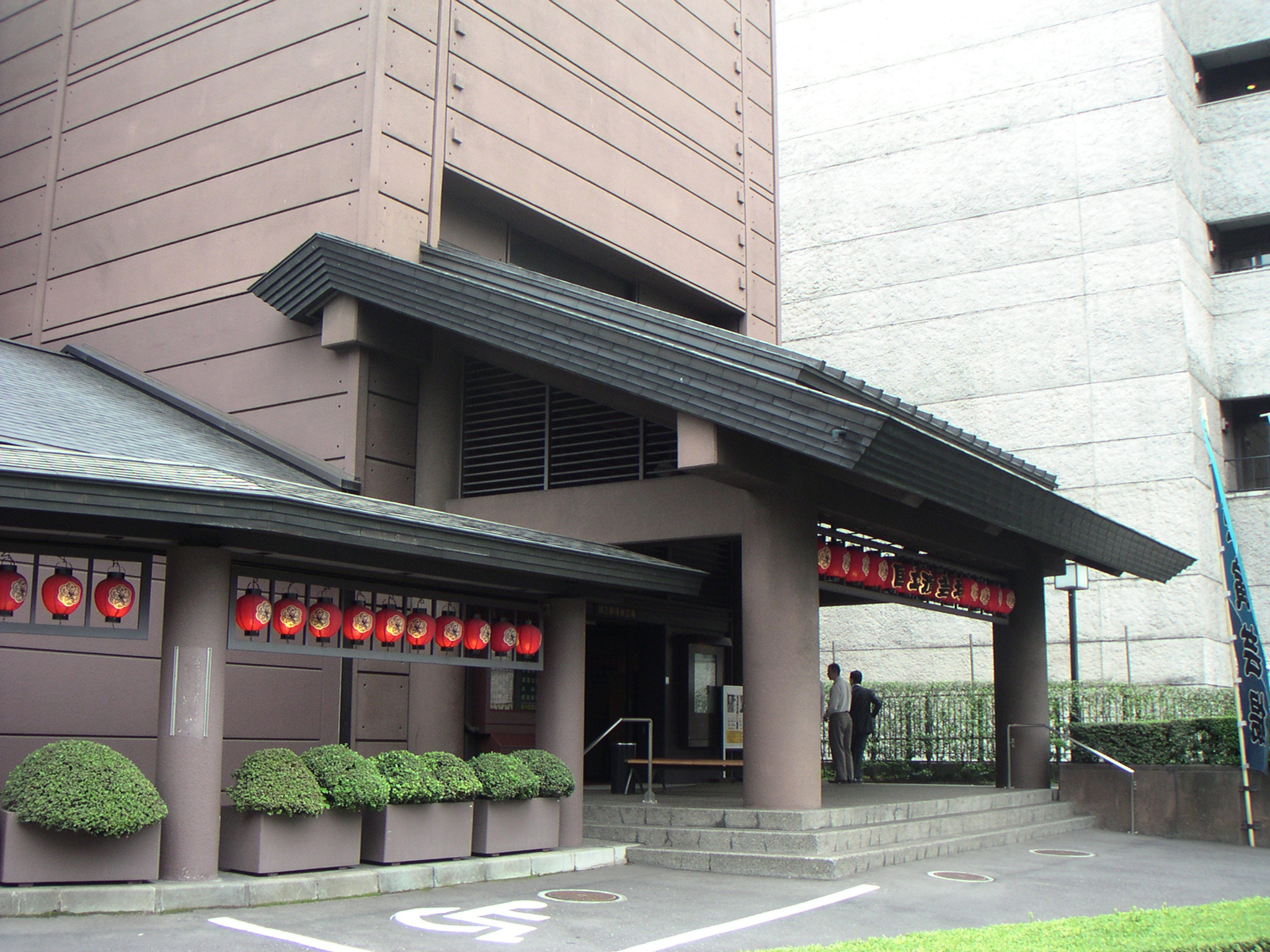
国立演芸場
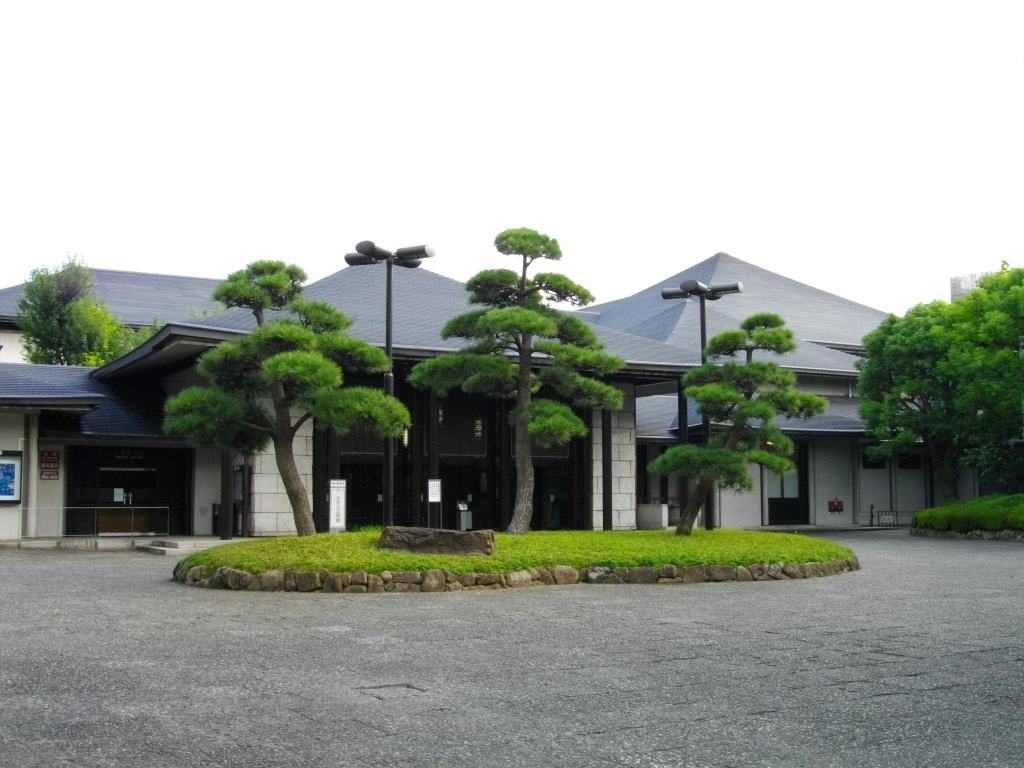
国立能楽堂
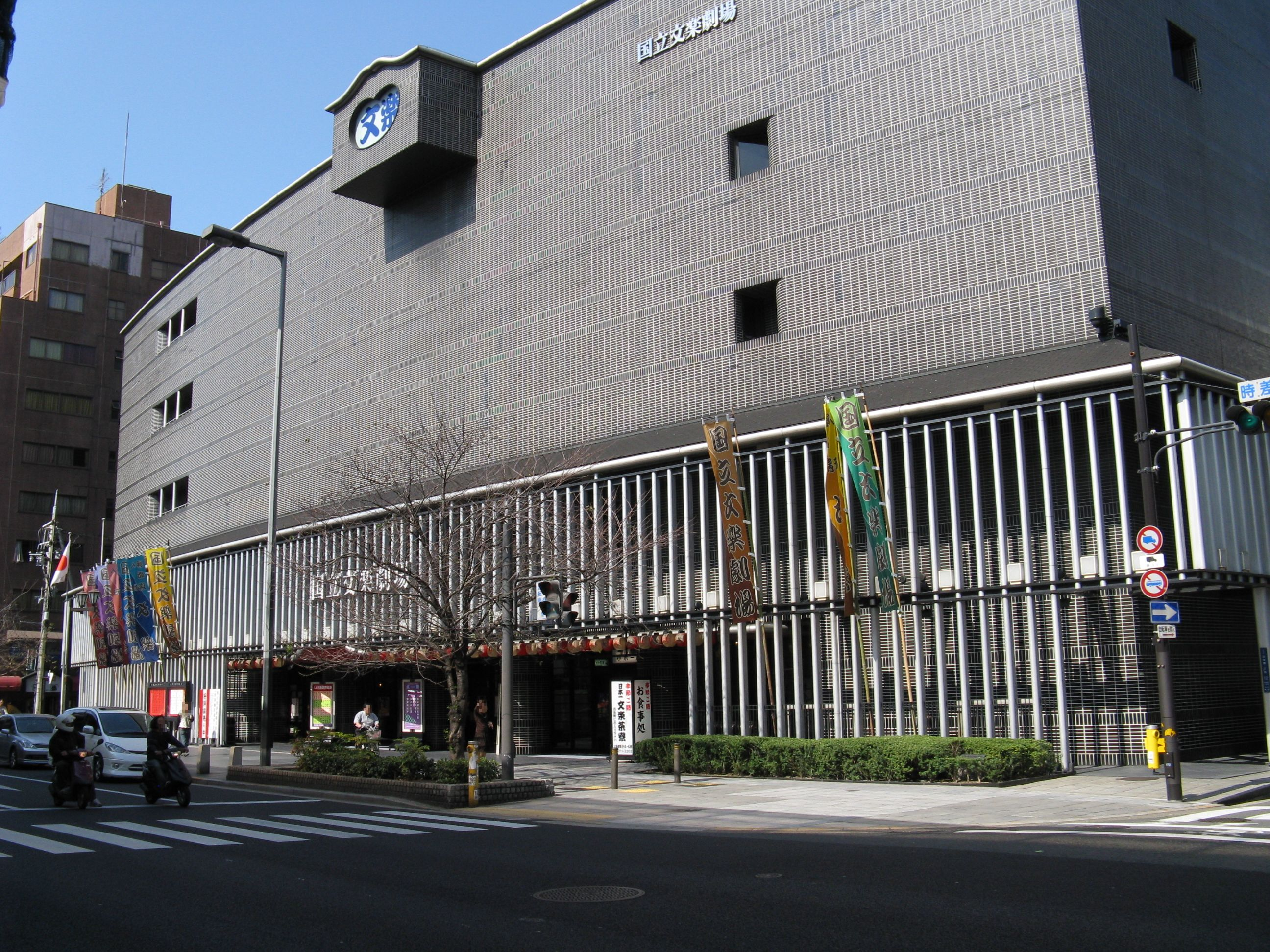
国立文楽劇場
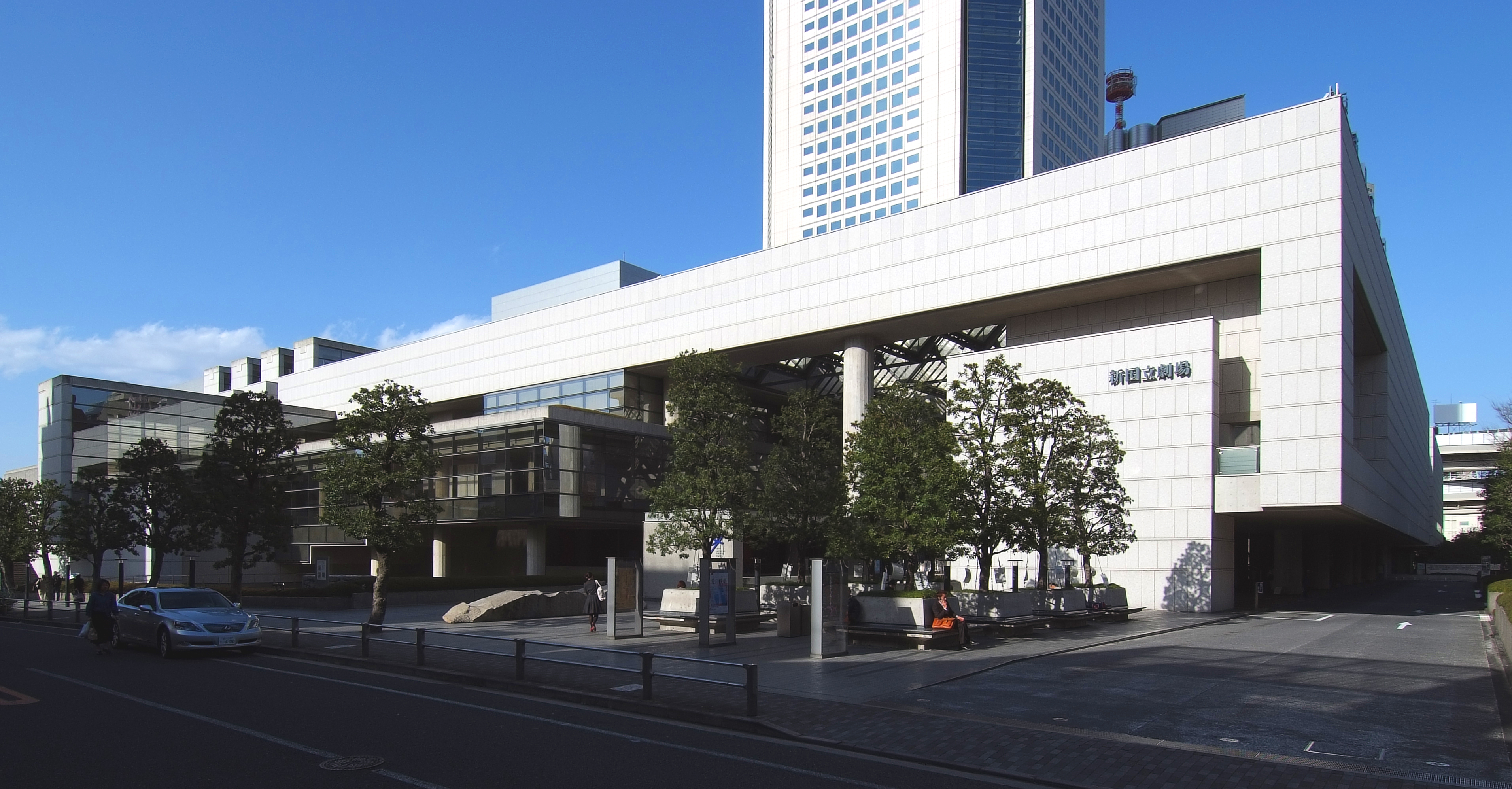
新国立劇場
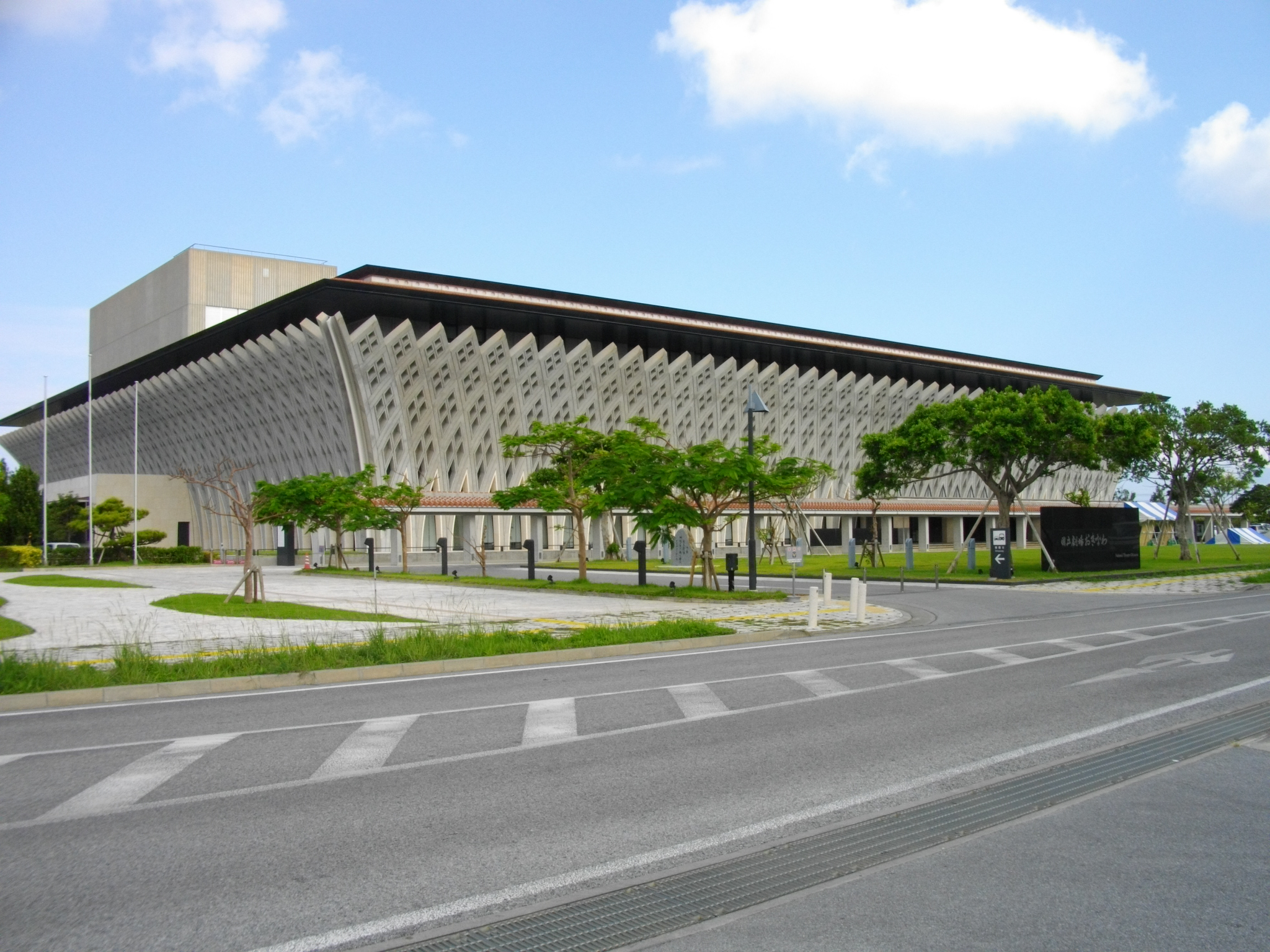
国立劇場おきなわ